# Kasba Tadla
Kasba Tadla (in arabo قصبة تادلة‎?, Qaṣba Tadla; in berbero: ⵇⵚⴱⵜ ⵜⴰⴷⵍⴰ) è una città del Marocco, nella provincia di Béni Mellal, nella regione di Béni Mellal-Khénifra, sul bordo occidentale del Medio Atlante.

## Posizione
Kasba Tadla si trova su un'antica via commerciale e sull'attuale strada nazionale 8, a metà strada tra Marrakesh e Fez. A est si vedono le vette Medio Atlante.

## Storia

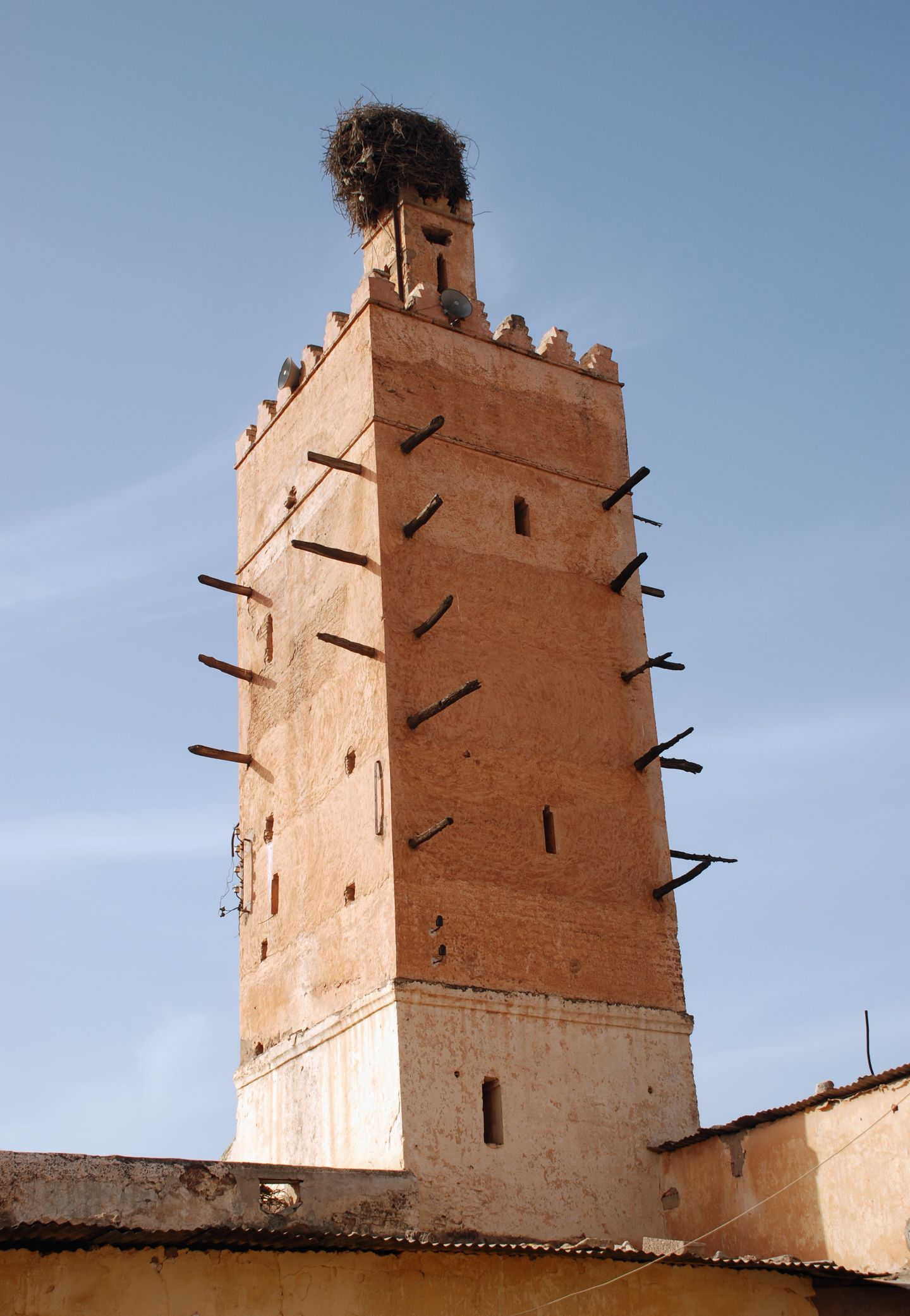
L'antico minareto in stile subsahariano.

Nel X e XI secolo la regione di Tadla era sotto la sfera di influenza della tribù berbera dei Banu Ifran. Nel 1057/58 la regione fu conquistata dagli Almoravidi sotto la guida di Ibn Yāsīn.
La zona fu molte volte teatro di scontri tra le varie dinastie che si contendevano il controllo del Maghreb al-Aqsa. Nel 1131/32 la città fu saccheggiata dall'almohade ʿAbd al-Muʿmin. Nel 1267-68 fu saccheggiata dal merinide Abū Yūsuf Yaʿqūb.
Nel 1640-41, con il declino della dinastia Sa'diana, la regione passò sotto il controllo della fratellanza della Zawiya di Dila. I marabutti della confraternita governarono Tadla fino all'avvento dell'alawita Mulay al-Rashīd, che vide la confraternita come una minaccia e distrusse la zāwiya. Il capo della confraternita e i suoi compagni fuggirono nella Reggenza ottomana di Algeri, e, con il sostegno ottomano, tornarono nella regione e ricostruirono la zāwiya. Il successore di al-Rashīd, il sultano Mulay Ismāʿīl, riuscì con molta difficoltà a sconfiggere la confraternita e a sottomettere la regione nel 1680.

Un decennio più tardi ulteriori disordini costrinsero Mulay Ismāʿīl ad effettuare altre spedizioni militari nella regione di Tadla. Al fine di garantire il suo potere in modo permanente, creò una serie di insediamenti fortificati (qasba) dove dispose soldati del suo esercito di schiavi neri (ʿAbīd al-Bukhārī) . Ampliò anche Kasba Tadla nel 1687, costruendovi fortezze e un ponte di pietra sul fiume Oum Er-Rbia. Quando divise le regioni del suo regno tra i figli, la regione di Tadla fu assegnata al figlio Mulay Ahmad.
Nel corso dei secoli XVIII e XIX la città venne usata come base dai sultani per sedare le ribellioni delle tribù berbere. Sulla via del ritorno da una campagna nell'Atlante, il sultano Mulay Ḥasan morì nella città.
Il leader della resistenza anti-coloniale nel Sahara Occidentale nel 1900 era lo sceicco Māʾ el-ʿAynayn. Il suo centro di potere era la città di Smara da lui fondata. Dopo varie schermaglie, in ritirata verso nord, Māʿ al-ʿAynayn fu sconfitto nella primavera del 1910 nei pressi di Kasba Tadla dal generale francese Moinier. Nel 1913-1914 i francesi domarono le feroce resistenza delle tribù Sanhaja e presero il controllo della città.

## Città
Nei primi anni 1970 la popolazione era stimata a 10.000 abitanti. Secondo il censimento del 2004, Kasba Tadla aveva 40.898 abitanti, nel 2011 vi erano stimati 44.119 abitanti.
La città si trova tra le colline sulla riva nord del fiume Oum Er-Rbia. L'antica fortezza (qasba) sorge su una collina a circa 100 metri dalla riva del fiume. Le antiche mura merlate della fortezza sono fatte di terra battuta rivestita con un intonaco di calce liscia. Dietro il muro di cinta si trova, a breve distanza, un secondo muro, che circonda l'area centrale dell'ex palazzo dei governatori della città in epoca pre-coloniale.
Due antiche moschee si trovano nella qasba, una delle quali con il minareto ancora perfettamente conservato. Uno dei minareti, a base quadrata, è decorato in modo uniforme con delicati motivi a forma di rombi. L'altro minareto in mattoni conservato si riconosce per i suoi insoliti pali di legno sporgenti, in stile subsahariano, un minareto simile in Marocco c'è solo nella Moschea del Venerdì di Tiznit. Le mura esterne della qasba sono attualmente in fase di restauro. Tutto l'interno è fortemente decaduto. Un grande edificio, che fungeva da magazzino, è rimasto conservato.
Il ponte sul fiume Oum Er-Rbia, fatto costruire dal sultano Mulay Ismāʿīl, è chiamato anche Pont Portugais, in quanto il sultano per la sua costruzione utilizzò circa millesettecento prigionieri europei.
A circa 100 metri a sud-est della qasba c'è il piccolo centro commerciale della città vecchia. Le stradine tortuose si estendono fino alla riva del fiume. A nord della qasba si trova la stazione centrale degli autobus, circondata da un moderno centro commerciale. Moderne aree residenziali stanno sorgendo sull'ovest del fiume e salendo molto più a nord.

## Società
La città è stata storicamente sede di una cospicua comunità ebraica, che contava 451 membri nel 1936 e 750 membri nel 1951, emigrata in massa verso Israele e Francia negli anni 1950 e 1960.